# Muhammet Emre Kalkan
Muhammet Emre Kalkan (* 18. August 1994 in Istanbul) ist ein türkischer Fußballspieler, der für Ofspor spielt.

## Vereinskarriere
In der Saison 2012/13 wurde Muhammet Emre Kalkan, unter Trainer Mehmet Ali Karaca, das erste Mal in die 1. Mannschaft berufen. Sein Debüt als professioneller Fußballspieler gab Kalkan am 23. Dezember 2012 im Ligaspiel gegen 1461 Trabzon. Am Ende der Saison stieg mit der Mannschaft in die Süper Lig auf.
Kurz vor Ende der Sommertransferperiode 2013 wurde Kalkan an Ofspor ausgeliehen.

## Erfolge
- Mit Çaykur Rizespor:
  - Aufstieg in die Süper Lig 2012/13